# 베냐민 카를
베냐민 마르틴 카를(독일어: Benjamin Martin Karl, 1985년 10월 16일~)은 오스트리아의 스노보드 선수로 주 종목은 평행대회전과 평행회전이다. 올림픽에 4회 출전하여 금메달 1개, 은메달 1개, 동메달 1개를 획득했고, 세계 선수권 대회에서 금메달 5개를 획득했다. FIS 스노보드 월드컵에서는 3번의 종합우승을 거뒀다.